# Serge Poitras

Bischofswappen von Serge Poitras

Serge Patrick Poitras (* 27. Mai 1949 in Jonquière, Québec, Kanada) ist ein kanadischer Geistlicher und römisch-katholischer Bischof von Timmins.

## Leben
Serge Poitras studierte Philosophie und Katholische Theologie am Priesterseminar in Chicoutimi, Québec, und empfing am 27. Mai 1973 durch den Bischof von Chicoutimi, Marius Paré, die Priesterweihe. An der Universität Laval in Québec absolvierte er ein Masterstudium in Theologie und an der Päpstlichen Universität Gregoriana in Rom ein Doktoratsstudium zum Dr. theol. Er war Vikar an der Kathedrale von Chicoutimi und lehrte am Kleinen Seminar von Chicoutimi. Nach der Leitung des Zentrum für die diözesane Seelsorge war er von 1990 bis 2000 Professor am Priesterseminar des Erzbistum Montréal, von 1998 bis 2000 Studiendekan. 2000 wurde er zum Sekretär für den französischen-sprechenden Teil in der Apostolischen Nuntiatur in Kanada ernannt. 2010 erfolgte die Ernennung von Serge Poitras zum stellvertretenden Sekretär von Kardinal Marc Ouellet, dem Präfekten der Kongregation für die Bischöfe.
Papst Benedikt XVI. ernannte ihn am 10. November 2012 zum Bischof von Timmins. Die Bischofsweihe spendete ihm der Apostolische Nuntius in Kanada, Erzbischof Pedro López Quintana, am 27. Dezember 2012; Mitkonsekratoren waren Terrence Thomas Prendergast SJ, Erzbischof von Ottawa, und André Rivest, Bischof von Chicoutimi. In der kanadischen Bischofskonferenz ist Poitras Mitglied der bischöflichen Kommission für Liturgie und Sakramente sowie der Kommission für Priester.